# Nolina greenei
Nolina greenei là một loài thực vật có hoa trong họ Măng tây. Loài này được S.Watson ex Wooton & Standl. mô tả khoa học đầu tiên năm 1915.

## Hình ảnh

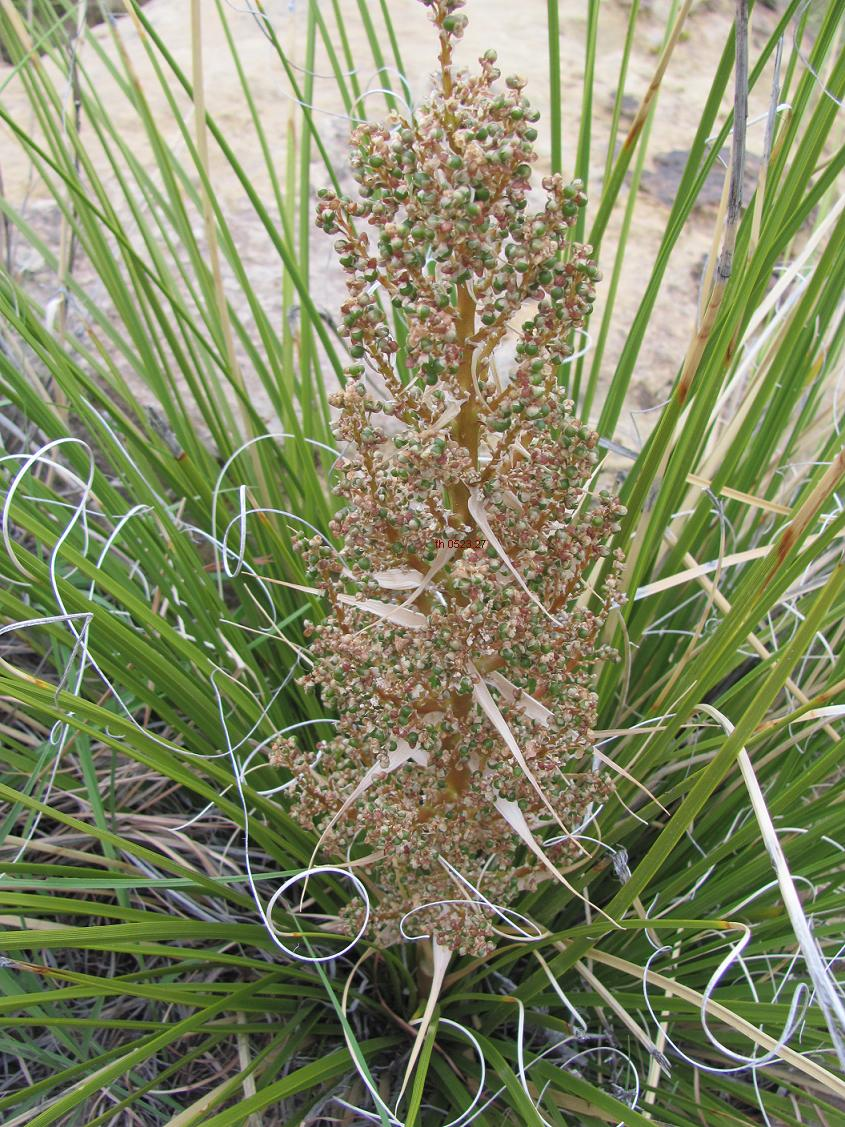
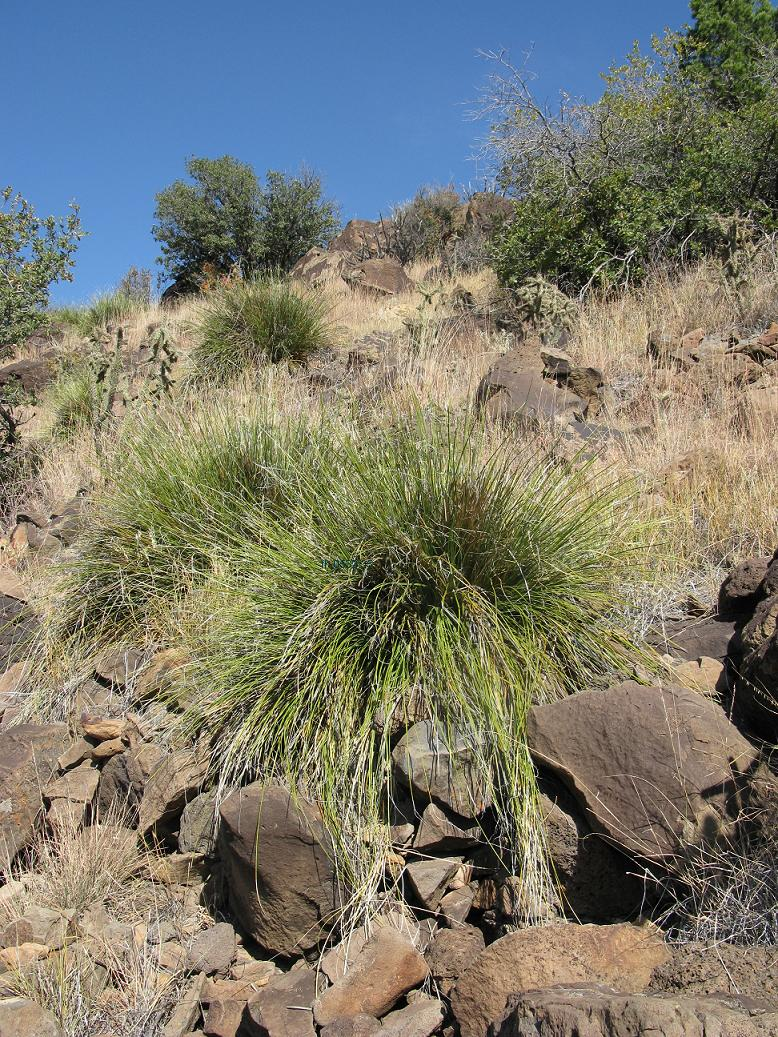
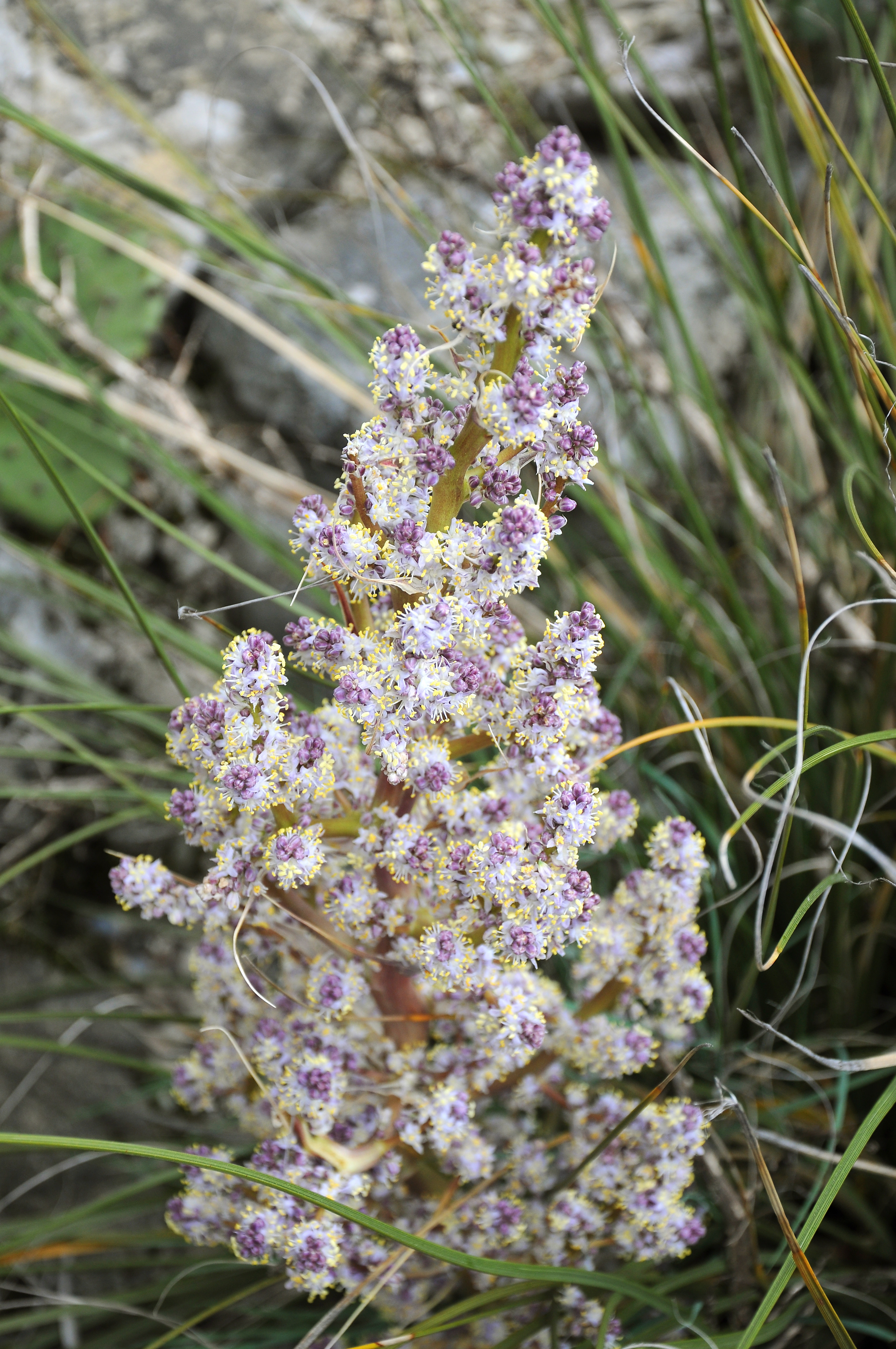
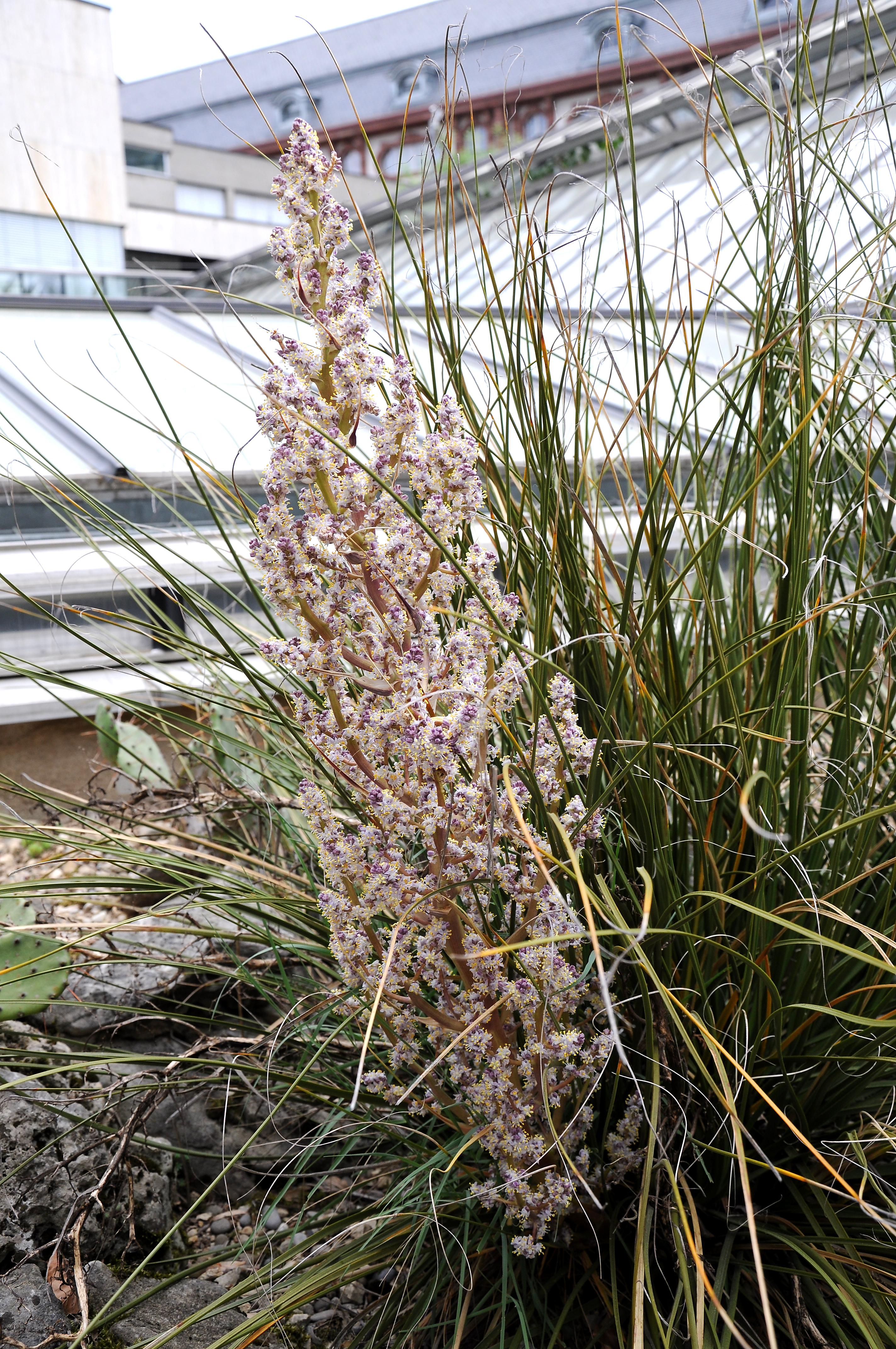